# Idioma huichol
El wixárika (autoglotónimo: wixaritari waniuki) o huichol es una lengua de la familia yutoazteca hablada en México por los wixaritari, que se llaman a sí mismos de la misma forma, los cuales habitan en los estados mexicanos de Nayarit como grupo mayoritario, Jalisco, Durango y Zacatecas. Está reconocida por la Ley de Derechos Lingüísticos como una "lengua nacional" de México, junto con otras 67 lenguas indígenas y el español. 
El nombre huichol proviene de la adaptación al náhuatl del autónimo wixarika, debido a que en idioma wixarika la a puede llegar a oírse como o; r y l son alófonos y la pronunciación de x que era sibilante fue interpretada como africada ts entre los siglos XVII y XVIII (época en que pudo ocurrir el préstamo de la palabra), más la pérdida de la sílaba -ka, dio como resultado witsolli en náhuatl y su castellanización huichol.

## Clasificación
El wixárika es una lengua yutoazteca, del grupo sonorense o mexicano, al igual que el pima, el mayo o el náhuatl, etc. La lengua más cercana al wixárika es el cora o nayeri, junto con el cual forma la rama corachol.

## Localización
La región wixárika se asienta en el espinazo de la Sierra Madre Occidental, en La Yesca, Tepic, San Blas, y Del Nayar, en el estado de Nayarit, así como en el estado de Jalisco. Los wixaritari habitan en los municipios de Huejuquilla el Alto, Mezquitic y Bolaños, al norte del estado de Jalisco, y hay grupos minoritarios en los estados de Zacatecas y Durango.

## Descripción lingüística
El wixárika es una lengua mesoamericana que muestra numerosos rasgos definitorios del área lingüística mesoamericana. El idioma, además, es una lengua tonal que distingue dos tonos, "alto" y "bajo".

### Fonología
El inventario de consonantes es similar al de proto-utoazteca y el de otras lenguas utoaztecas:
|                     | Bilabial | Coronal | Retrofleja | Palatal | Velar | Labio- velar | Glotal |
| ------------------- | -------- | ------- | ---------- | ------- | ----- | ------------ | ------ |
| Oclusiva            | p        | t       |            |         | k     | kʷ           | ʔ      |
| Fricativa/ Africada |          | s~c     | x*         |         |       | h            | h      |
| Vibrante            |          | r       | x*         |         |       |              |        |
| Aproximante         |          |         |            | y       |       | w            |        |
| Nasal               | m        | n       |            |         |       |              |        |
Aquí se ha usado la notación fonética americanista en que, /c/ y /y/ equivalen a los signos del AFI /t͡s/ y /j/, respectivamente. La realización del fonema /x/ varía de un dialecto a otro, desde una fricativa retrofleja [ʂ~ʐ] (dialecto oriental) a una vibrante múltiple [r] (dialecto occidental).
En cuanto a las vocales se tiene un inventario de diez elementos, cuatro vocales breves /a, e, i, i, u/ y sus contrapartidas largas /ā, ē, ī, ī, ū/, que se distribuyen el tracto bucal más o menos de la siguiente forma:
|            | Anterior | Central | Posterior |
| ---------- | -------- | ------- | --------- |
| Cerrada    | i, ī     | i, ī    | u, ū      |
| No-cerrada | e, ē     | a, ā    | a, ā      |

### Gramática
Es al igual que otras lenguas utoaztecas como el náhuatl una lengua incorporante. El wixárika tipológicamente presenta una tendencia polisintética con un grado de polisíntesis mayor que lenguas cercanamente emparentadas como el náhuatl, ya que tiene medios morfológicos más numerosos y complejos que permiten marcar gramaticalmente en el predicado (forma verbal) un número mayor de características de los argumentos verbales. Tómense por ejemplo estas oraciones:
|             | OD singular | OD plural |
| ----------- | --- | --- |
| OI singular | xapa nepirutaʔutiiri /xapa ne-pi-ʔir-ʔu-ta-ʔu-tii-ri/ carta 1SG.SUJ-PRI-SG.OBJ-SG-tinta-TR/APL-APL 'Le escribí una carta'        | xapa nepitiʔutiiri /xapa ne-pi-ʔi-ti-ʔu-tii-ri/ carta 1SG.SUJ-PRI-PL.OBJ-SG-tinta-TR/APL-APL 'Le escribí cartas'      |
| OI plural   | xapa nepiwarutaʔutiiri /xapa ne-pi-war-ʔu-ta-ʔu-tii-ri/ carta 1SG.SUJ-PRI-EXP-SG.OBJ-PL-tinta-TR/APL-APL 'Les escribí una carta' | xapa nepiwatiʔutiiri /xapa ne-pi-wa-ti-ʔu-tii-ri/ carta 1SG.SUJ]]-PRI-PL.OBJ-PL-tinta-TR/APL-APL 'Les escribí cartas' |
Obsérvese la forma compleja del verbo que incluye marcas para el sujeto, el objeto directo (singular ta- / plural ti-) y el objeto indirecto (sg. ʔi- / pl. wa-). El objeto explícito xapa 'carta(s)' incluso puede "incorporarse" para formar una forma holofrástica:
nepiitixapaʔutiiri 'Le escribí cartas'
/ne-pi-ʔi-ti-xapa-ʔu-tii-ri/
También es posible expresar la acción de escribirle cosas a alguien en general (ti-):
nepitiutiʔutiiri 'Le escribí (varios escritos)'
/ne-pi-ti-ʔi-ʔu-ti-ʔu-tii-ri/
Wixarika tiene una tendencia fuertemente polisintética por lo que muchas de sus oraciones tienden a ser holofrases, el siguiente ejemplo es una palabra formada por 28 morfos segmentales (la mayor parte monosilábicos):
Tsimekamɨkakate(ni)xetsihanuyutitsɨɨkíriyekukuyatsitɨiriexɨaximekaitsie(/kɨ)tɨkaku.
/Tsi-me-ka-mɨ-ka-ka-te-(ni)-xe-tsi-hanu-yu-ti-tsɨɨkí-ri-ye-ku-ku-ya-tsi-tɨi-rie-xɨa-xime-kai-tsie-(/kɨ)-tɨ-kaku/
'Aun cuando estaban a punto de hacer pelear a sus perros en la subida'
El lexema principal de la anterior forma es ku 'luchar' (marcado en negrita) y en la palabra aparece incorporado la forma léxica tsɨɨkí 'perro', el resto de morfos son morfemas gramaticales (gramemas).
Los pronombres personales y demostrativos independientes, es decir, aquellos que pueden apareer como palabras independientes no ligadas al verbo son los siguientes:
|             | Personales | Personales | Demostrativos |
| singular    | plural     |            | Demostrativos |
| ----------- | ---------- | ---------- | ------------- |
| 1.ª persona | ne         | ta-me      | ʔikɨ          |
| 2ª persona  | ʔekɨ       | xe-me      | ʔiyá          |
| 3ª persona  | mɨkɨ       | mɨ-me      | mɨkɨ          |
En estas formas -me es una marca de plural que aparece también en otros contextos. Las marcas de persona en el verbo so prefijos relacionados en su mayoría con las formas anteriores:
|             | marcas de sujeto | marcas de sujeto | marcas de objeto | marcas de objeto | marcas reflexivas | marcas reflexivas |
| singular    | plural           | singular         | plural           | singular         | plural            |                   |
| ----------- | ---------------- | ---------------- | ---------------- | ---------------- | ----------------- | ----------------- |
| 1.ª persona | ne-              | te-              | ne-              | ta-/te-          | ne-/yu-           | ta-/yu-           |
| 2ª persona  | pe-              | xe-              | ʔa-/ma-          | xe-              | ʔa-/yu-           | yu-               |
| 3ª persona  | Ø                | me-              | i-/Ø             | wa-              | yu-               | yu-               |

### Sintaxis
Es una lengua polisintética, por lo que gran parte muchos aspectos que otras lenguas resuelven mediante construcciones sintácticas en wixárika son tratados mediante la morfología segmental. Un aspecto importante es la distinción entre el núcleo de la oración principal y las oraciones secundarias o subordinadas, esta distinción siempre va acompañada de marcas morfológicas diferentes. Es decir, el verbo o núcleo de la oración principal lleva una marca específica /pi-/ que marca como elemento no dependiente, mientras que las oraciones subordinadas no pueden llevar esa marca y llevan otras marcas.
La incorporación nominal es muy frecuente, por lo que muchas oraciones tienden a ser una holofrase.

## El idioma wixárika y la tecnología
El idioma ha sido estudiado por el Procesamiento de lenguajes naturales con lo cual se intenta insertar a esta lengua en el mundo digital. Los esfuerzos se han centrado en posibilitar la traducción automática que permiten la traducción de textos en español al wixárika y viceversa. A pesar de los avances reportados, la calidad de traducción sigue siendo muy baja, comparados con traducciones entre lenguas como el inglés, español o alemán.
Se ha atribuido la dificultad de traducir esta lengua a la alta complejidad morfológica que implica su fuerte tipología de lengua polisintética y los escasos recursos con los que se cuenta para entrenar los modelos computacionales. Sin embargo, se trata de una de las lenguas indígenas más estudiadas en el tema y hoy en día existen segmentadores morfológicos, traductores automáticos y un corpus paralelo disponibles y en desarrollo.